# Xavier Kretz
François Xavier Kretz (* 1830; † 1889) war ein französischer Ingenieur. Er war Chefingenieur der staatlichen Manufakturen in Frankreich (Manufactures de l'État).
1850 bis 1852 studierte er an der École polytechnique. Er lehrte Maschinenbau an der École d'Application des Manufactures d'État und war Ingenieur am Service Central des Constructions.
1876 erhielt er den Poncelet-Preis. Er war Herausgeber der späteren Auflagen der Introduction à la mécanique industrielle, physique ou expérimentale und des Cours de mécanique appliquée aux machines von Jean-Victor Poncelet.